# Balizuar
Balizuar (Arctonyx) – rodzaj ssaków z podrodziny Melinae w obrębie rodziny łasicowatych (Mustelidae). 

## Rozmieszczenie geograficzne
Rodzaj obejmuje gatunki występujące w Azji. 

## Morfologia
Długość ciała (bez ogona) 51–71 cm, długość ogona 8–22 cm; masa ciała 7–14 kg. 

## Systematyka
Rodzaj zdefiniował w 1825 roku francuski zoolog i paleontolog Frédéric Cuvier w rozdziale poświęconym balizuarowi w publikacji zatytułowanej Historia naturalna ssaków: z oryginalnymi, kolorowymi rysunkami żywych zwierząt której współautorem był francuski przyrodnik Étienne Geoffroy Saint-Hilaire. Gatunkiem typowym jest (oznaczenie monotypowe) balizuar obrożny (A. collaris).

### Etymologia
- Arctonyx: gr. αρκτος arktos ‘niedźwiedź’; ονυξ onux, ονυχος onukhos ‘pazur, paznokieć’[10].
- Syarctus (Synarchus): gr. συς sus, συος suos ‘świnia’; αρκτος arktos ‘niedźwiedź’[11].
- Trichomanis: gr. θριξ thrix, τριχος trikhos ‘włosy’; rodzaj Manis Linnaeus, 1758 (łuskowiec)[12]. Gatunek typowy (oznaczenie monotypowe): Trichomanis hoevenii Hubrecht, 1891.

### Podział systematyczny
Do rodzaju należą następujące gatunki: 
| Grafika | Gatunek              | Autor i rok opisu | Nazwa zwyczajowa      | Podgatunki         | Rozmieszczenie geograficzne | Podstawowe wymiary                        | Status IUCN |
| ------- | -------------------- | ----------------- | --------------------- | ------------------ | --- | ----------------------------------------- | ----------- |
|         | Arctonyx albogularis | (E. Blyth, 1853)  | balizuar północny     | gatunek monotypowy | środkowa, wschodnia i południowa Chińska Republika Ludowa, wschodnia Mongolia do strefy subhimalajskiej w Bhutanie i północno-wschodnich Indiach, skrajnie północna Mjanma; zakres wysokości: 0–4300 m n.p.m. | DC: 55–70 cm DO: 11–22 cm MC: brak danych | LC          |
|         | Arctonyx collaris    | F. Cuvier, 1825   | balizuar obrożny      | gatunek monotypowy | od północno-wschodnich Indii i środkowej Chińskiej Republiki Ludowej (Junnan) przez Mjanmę, Tajlandię, Laos i Wietnam (być może wymarły) do Kambodży; zakres wysokości: 100–1500 m n.p.m.                     | DC: 51–71 cm DO: 8–18 cm MC: brak danych  | VU          |
|         | Arctonyx hoevenii    | (Hubrecht, 1891)  | balizuar sumatrzański | gatunek monotypowy | endemit Indonezji: góry Barisan, Sumatra; zakres wysokości: 700–3780 m n.p.m. | DC: 51–71 cm DO: 8–18 cm MC: brak danych  | LC          |

Kategorie IUCN:  LC  – gatunek najmniejszej troski,  VU  – gatunek narażony.